# Michail Mustygin
Michail Michajlovič Mustygin (rusky Михаи́л Миха́йлович Мусты́гин, 27. října 1937 Kolomna – 27. ledna 2023) byl ruský fotbalista. Hrál především za Dinamo Minsk, v jehož dresu se stal 2× králem střelců sovětské ligy.

## Hráčská kariéra
Mustygin hrál za Avangard Kolomna, CSKA Moskva a Dinamo Minsk. V letech 1962 a 1967 byl králem střelců sovětské ligy.

## Trenérská kariéra
Po skončení hráčské dráhy začal trénovat děti, u kterých už zůstal. Nikdy netrénoval dospělý tým.

## Úspěchy
- Král střelců sovětské ligy: 1962 (17 gólů), 1967 (19 gólů) (Dinamo Minsk)